# 김대중 (삽화가)
김대중(1974년~)은 대한민국의 만화가/삽화가이다. 서울대학교 산업디자인과에서 시각디자인을 전공했다.
<자지 도시의 아름다운 추억>으로 서울애니메이션센터 사전제작지원 공모 장편만화 부문 당선되었다. 출판사 <새만화책>의 공동발행인이며, 한겨레, 씨네21, 한겨레21 등에서 그의 작품들을 볼 수 있다.

## 번역서
페르세폴리스 1권(마르잔 사트라피 저·새만화책)

## 주요 삽화 작품
- 씨네21 2005년 10월 21일 유토피아 디스토피아 천변풍경[2]
- 한겨레 매거진 ESC 박찬일의 시칠리아 태양의 요리[3]
- 한겨레 2008년 5월 1일 제708호 뭐라카노, 가심패기 말 서울말로 우야노[4]